# شركة حائل للتنمية الزراعية
شركة حائل للتنمية الزراعية هي شركة مساهمة سعودية سابقة، تأسست في 9 يناير 1982 م، يبلغ رأس مال الشركة ثلاثمئة مليون ريال سعودي، تنشط الشركة في زراعة القمح والحبوب والخضروات بأنواعها، وإنشاء ثلاجات وصوامع لحفظها ومصانع الأعلاف، وتنمية الثروة الحيوانية من أبقار وأغنام وإبل لإنتاج الألبان وإقامة مزارع للدواجن. في عام 2009 استحوذت شركة المراعي على 100% من أسهم شركة حائل بصفقة بلغت 949,5 مليون ريال سعودي.

## الشركات التابعة
تمتلك الشركة وتساهم في عدة شركات منها:
- شركة مدخلات المنتجات الزراعية.
- شركة التسويق الزراعي.
- شركة حائل لصيانة المعدات الزراعية.
- شركة تأصيل الدواجن.

## المصير
في يوم الخميس 26-10-1430 هـ الموافق15-10-2009م، وافقت الجمعية العمومية غير العادية شركة حائل للتنمية الزراعية (هادكو) على قبول العرض المقدم من قبل شركة المراعي للاستحواذ على كامل أسهم رأس المال المصدرة والمدفوعة في شركة هادكو بحيث يحصل كل مساهم من مساهمي هادكو على سهم واحد من الأسهم الجديدة في شركة المراعي مقابل كل خمسة أسهم مملوكة له في شركة هادكو إضافة إلى مبلغ نقدي قدره خمسين هللة لكل سهم مملوك له في شركة هادكو والتعويض نقداً في نسبة الكسور. يتم استبدال وتداول أسهم مساهمي هادكو بإسهم المراعي اعتباراً من يوم السبت 28-10-1430 هـ الموافق17-10-2009م.